# رنه‌نوتت
| D21 · N35 · N35 | G43 | X1 · X1 | I12 |

| D21 · N35 · N35 | G43 | X1 · X1 | I12 |

رنه‌نوتِت در اساطیر مصر باستان، به عنوان ایزدبانوی تغذیه و شیرمادر و همچنین محصولات پنداشته می‌شده‌است. این ایزدبانو با نظارت به شیر خوردن کودکان از آنان پاسداری می‌کرده‌است. او الهه‌ای قدرتمند بود که فقط با نگاهش دشمنان را نابود می‌کرد، با این حال مصریان باستان هیچ دلیلی برای ترس از او نداشتند، چون او حامی و محافظت‌کننده آن‌ها در بیشتر مناطق به‌شمار می‌رفت.

## نمادشناسی
رنه‌نوتت را به شکل زنی با سر مار کبرا یا یوریس شهریاری با روسری آراسته به دو پر یا قرص خورشید یا دو شاخ گاو نر به نمایش کشیده‌اند.

## پرستش
این ایزدبانو در مصر سفلی، در شهر تبتونس مورد پرستش قرار می‌گرفت.
به اعتقاد مصر باستان، انسان‌ها برای لذت بردن از زندگی ابدی باید نام و عکس او را زنده نگه بدارند.

## جستار های وابسته
مرت‌سکر